# Étoile jaune-blanc de la séquence principale

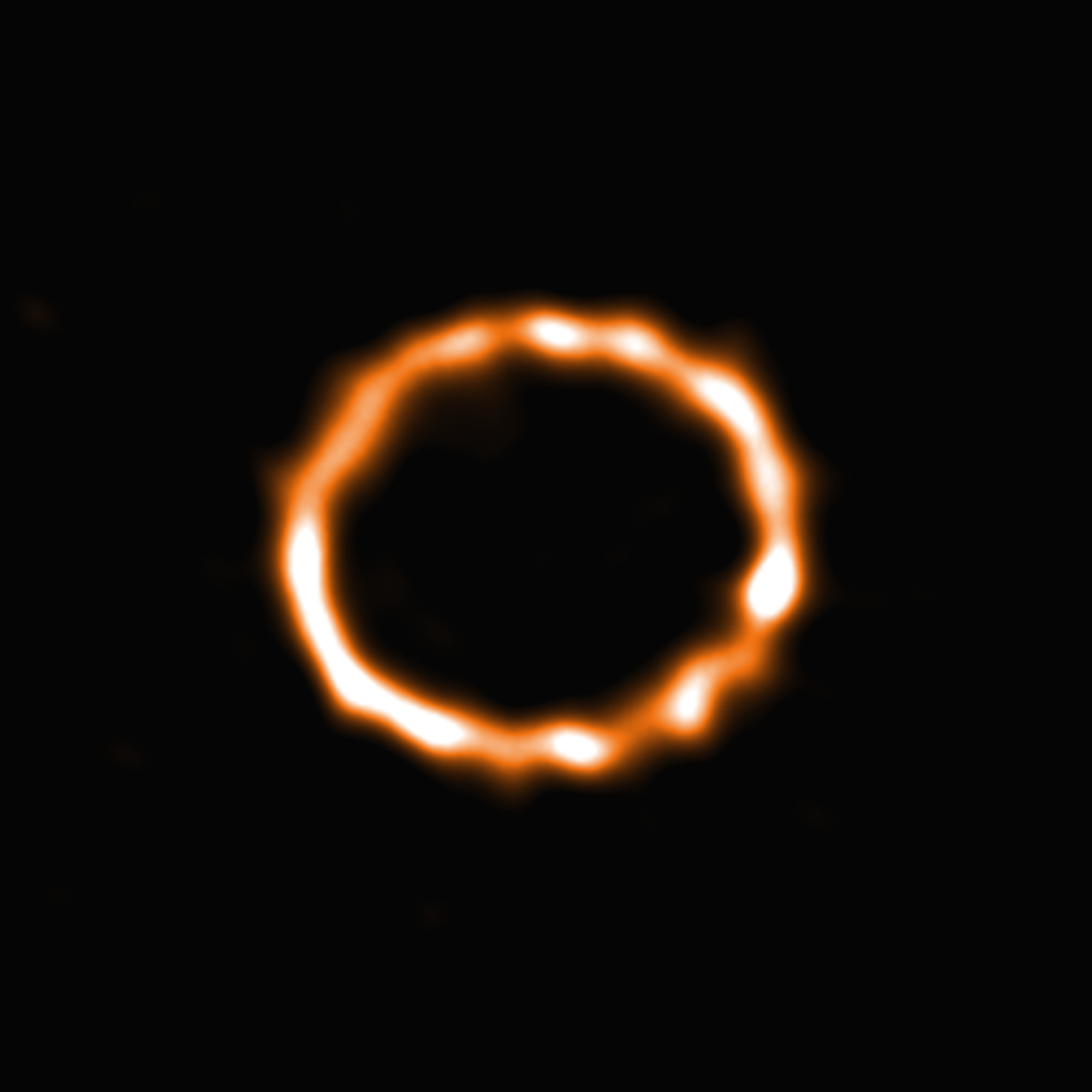
Disque de débris autour de HD 181327, une étoile de type F.

Une étoile jaune-blanc de la séquence principale est une étoile de type spectral FV.
F est le type spectral à proprement parler, qui lui donne son nom de "jaune-blanc", et V (lire « cinq » en chiffres romains) est sa classe de luminosité, signifiant que c'est une « étoile naine », à comprendre ici dans le sens d'étoile de la séquence principale.

## Caractéristiques
| Type spectral | Masse (M☉) | Rayon (R☉) | Luminosité (L☉) | Température effective (K) | Indice de couleur (B − V) |
| ------------- | ---------- | ---------- | --------------- | ------------------------- | ------------------------- |
| F0V           | 1,61       | 1,728      | 7,24            | 7 220                     | 0,30                      |
| F1V           | 1,50       | 1,679      | 6,17            | 7 020                     | 0,33                      |
| F2V           | 1,46       | 1,622      | 5,13            | 6 820                     | 0,37                      |
| F3V           | 1,44       | 1,578      | 4,68            | 6 750                     | 0,39                      |
| F4V           | 1,38       | 1,533      | 4,17            | 6 670                     | 0,41                      |
| F5V           | 1,33       | 1,473      | 3,63            | 6 550                     | 0,44                      |
| F6V           | 1,25       | 1,359      | 2,69            | 6 350                     | 0,49                      |
| F7V           | 1,21       | 1,324      | 2,45            | 6 280                     | 0,50                      |
| F8V           | 1,18       | 1,221      | 1,95            | 6 180                     | 0,53                      |
| F9V           | 1,13       | 1,167      | 1,66            | 6 050                     | 0,56                      |

Les étoiles jaune-blanc de la séquence principale possèdent des raies d'absorption de l'hydrogène dont l'intensité diminue par rapport aux étoiles de type A, des raies d'éléments ionisés, ainsi que des raies de métaux neutres dont l'intensité augmente au sein de la classe. Leur température de surface varie entre 6 000 et 7 600 K et leur masse entre 1,05 et 1,4 masse solaire.

## Exemples
La paire d'étoiles Gamma Virginis A et B est un exemple remarquable d'étoiles jaune-blanc de la séquence principale.